# Мартинелли, Себастьяно
Себастьяно Мартинелли (итал. Sebastiano Martinelli, 20 августа 1848, Лукка, Великое герцогство Тосканское — 4 июля 1918, Рим, королевство Италия) — итальянский куриальный кардинал и папский дипломат, августинец. Брат кардинала Томмазо Мария Мартинелли. Апостольский делегат в США с 18 апреля 1896 по 1902. Титулярный архиепископ Эфеса с 18 августа 1896 по 15 апреля 1901. Камерленго Священной Коллегии Кардиналов с 15 апреля 1907 по 29 апреля 1909. Префект Священной Конгрегации обрядов с 8 февраля 1909 по 4 июля 1918. Кардинал-священник с 15 апреля 1901, с титулом церкви Сант-Агостино с 9 июня 1902.